# Diritti LGBT a Macao
A Macao, mentre l'omosessualità è stata depenalizzata nel 1996, le coppie dello stesso sesso e le famiglie guidate da coppie dello stesso sesso non hanno tutele legali a differenza dalle coppie formate da individui di sesso opposto.

## Leggi sull'omosessualità
L'età generale del consenso per il sesso è uguale indipendentemente dall'orientamento sessuale.

## Leggi anti-discriminazione
Esiste una protezione contro la discriminazione basata sull'orientamento sessuale nel campo dei rapporti di lavoro (articolo 6/2 della legge 7/2008).

## Riconoscimento delle relazioni tra persone dello stesso sesso
Il matrimonio omosessuale o le unioni civili non sono attualmente riconosciuti a Macao.
Nel marzo 2013 José Pereira Coutinho, membro dell'Assemblea legislativa, ha presentato una proposta di legge all'Assemblea legislativa per riconoscere le unioni civili dello stesso sesso, garantendo loro gli stessi diritti delle coppie eterosessuali, tranne il diritto di adottare. Il disegno di legge è stato respinto con un unico voto favorevole, 4 astenuti e 17 voti contrari.

## Attivismo e cultura dei diritti LGBT
Verso la fine del 2012 è stata annunciata la creazione del gruppo per la tutela dei diritti LGBT di Macao, guidato dal politico apertamente gay Mr. Jason Chao. Dalla creazione del gruppo, ha avuto una presenza attiva nei media locali sostenendo i diritti LGBT, vale a dire l'inclusione delle coppie gay nella legge sulla violenza domestica e il riconoscimento del matrimonio omosessuale o delle unioni civili. Nell'aprile 2013 è stata creata l'associazione "Rainbow of Macau", un nuovo gruppo impegnato a proteggere i diritti della comunità LGBT di Macao. Rainbow of Macau è il primo gruppo per i diritti gay della città ufficialmente registrato ed è guidato da Anthony Lam Ka Long.
Nonostante l'attivismo LGBT la cultura gay a Macao rimane per lo più invisibile.

## Tabella riassuntiva
| Attività e relazioni sessuali legali                                | Yes                     |
| Parità dell'età di consenso                                         | Yes                     |
| Leggi anti-discriminazione sul lavoro                               | (dal 2008)              |
| Leggi anti-discriminazione nella fornitura di beni e servizi        | No                      |
| Leggi anti-discriminazione in tutti gli altri settori               | No                      |
| Matrimonio egualitario                                              | No                      |
| Unione civile                                                       | No                      |
| Adozione                                                            | No                      |
| Autorizzazione a prestare servizio nelle forze armate               | (dipendente dalla Cina) |
| Diritto di cambiare legalmente sesso                                |                         |
| Surrogazione di maternità                                           |                         |
| Permesso alle donne lesbiche di accedere alla fecondazione in vitro |                         |
| Permessa la donazione di sangue per le persone omosessuali          |                         |